# Arthur Sjögren

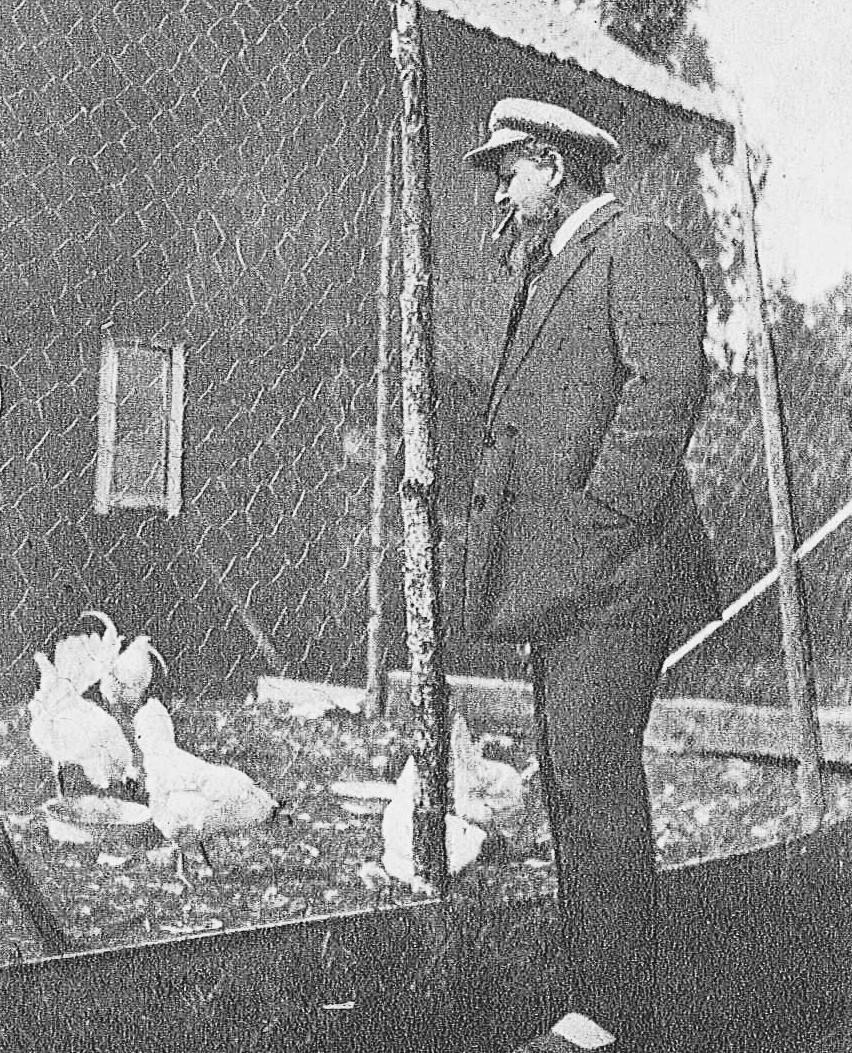
Arthur Sjögren på sitt lantställe på Ljusterö omkring 1916.

Carl Arthur Sjögren, född den 2 oktober 1874 i Stockholm, död där den 13 januari 1951, var en svensk målare, tecknare, typograf och bokhistoriker.

## Biografi
Sjögren var son till vedhandlaren Anders Lorens Sjögren och dennes hustru Carin Jonsdotter. Han var som ung provanställd ritare på Isak Gustaf Clasons och Kasper Salins arkitektbyrå 1890-1893 och studerade därefter en kortare tid vid Konstnärsförbundets målarskola 1893. I stor utsträckning var han dock självlärd, bland annat genom grundliga studier av äldre svensk typografi- och exlibriskonst.
Under 1890-talet bidrog Sjögren bland annat med vinjetter till tidskriften Ord&Bild, vilka räknas som några av de tidigaste exemplen på jugendstilen i Sverige. Han var vid denna tid även verksam i såväl Söndags-Nisse som ett antal andra av tidens skämttidningar, och kom därigenom att lära känna humoristen Axel Wallengren ("Falstaff, fakir") till vars bok En hvar sin egen gentleman (1894) Sjögren gjorde omslaget. Sjögren skulle senare även bli bekant med Wallengrens skaldevän Emil Kléen med vilken han en tid delade bostad. Sjögren gjorde med tiden också omslaget till Kléens postuma diktsamling Valda dikter (1907).
Sjögrens kanske mest framträdande författarbekantskap blev dock August Strindberg. Deras samarbete tog sin början med bokverket Sveriges natur (1901) samt scendekorationerna till pjäsen Svanevit samma år. Därefter stod Sjögren för omslag, illustrationer och grafisk formgivning till de flesta av Strindbergs återstående verk. Särskilt engagerad var Sjögren i diktsamlingen Ordalek och småkonst (1905), vilken han personligen övertygat Karl Otto Bonnier att utgiva.
Bland andra verk Sjögren illustrerade kan nämnas Sagor af bröderna Grimm (1905), Sveriges grundlagar (1910) och en utgåva av Johan Henric Kellgrens pjäs Gustaf Wasa (1912). Han publicerade också en egen diktsamling, Maskros (1900) och var en instiftarna av Michaelisgillet.
Från och med 1910-talet blev Sjögren allt mer fokuserad på forskning inom bland annat bokhistoria, exlibris och författarskap. Mellan 1911 och 1917 gav han ut tidskriften Svensk exlibris-tidskrift och publicerade också artiklar och skrifter i bokhistoriska ämnen på andra håll (en bibliografi över hans dittills publicerade skrifter utgavs 1919). Han bidrog också till ordnandet av historiska bildsamlingar vid bland annat Stockholms stadsarkiv och Stockholms stadsmuseum samt var en av de huvudansvariga för bildverket Stockholmsbilder från fem århundraden 1523-1923 (1923). Han är representerad vid Nationalmuseum (en särskild utställning av Sjögrens verk där 1944 finns dokumenterad i en omfattande utställningskatalog), Kungliga Biblioteket och Uppsala universitetsbibliotek.

## Privatliv
Sjögren var under tiden 1906–1908 gift med skådespelaren Anna Rosenbaum (1881–1948), som sedan gifte om sig med musikskriftställaren Helge Malmberg. Hon var dotter till köpmannen Marcus Rosenbaum och Berta Schank.